# Радченко Роман Іванович

{

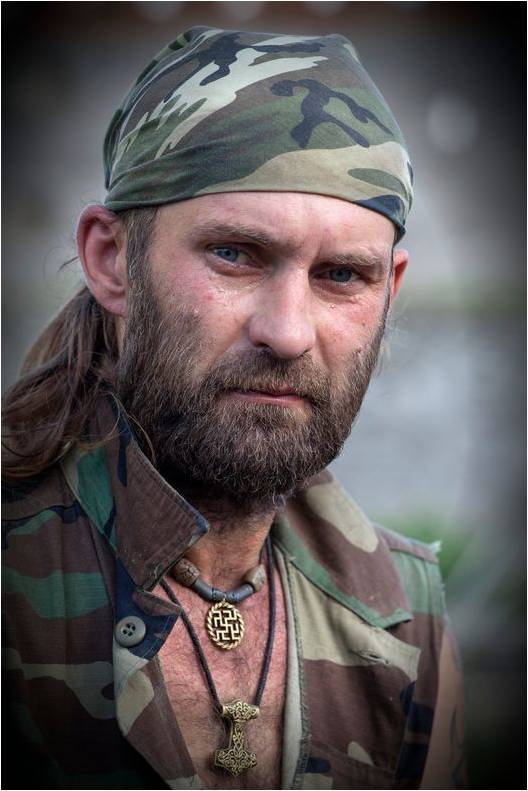
Роман Іванович Радченко

Радченко Роман Іванович (23.02.1977 – 26.11.2022)

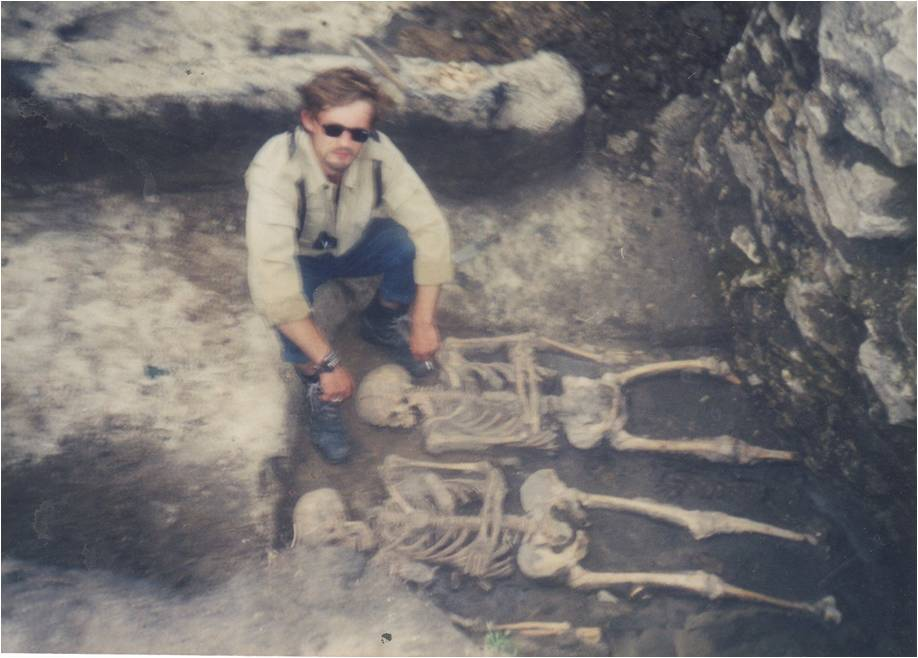
Роман Радченко на розчистці парного поховання (2000 рік)

Роман Іванович Радченко був одним з тих археологів, який більшу частину свого життя присвятив вивченню і розгадці таємниць Меджибожа та його замку. Сам він себе завжди називав «археологом Меджибізької фортеці». Приїхавши до містечка у липні 1999 року Роман Іванович почав працювати в археологічній експедиції під керівництвом Юрія Толкачова і з того часу пов'язавши своє життя із стародавнім Меджибожем, який став його долею. До останнього він продовжував брати активну участь у розкопках на території Меджибожа та Меджибізької фортеці.
Роман Іванович Радченко народився 23 лютого 1977 року у Києві, де здобув середню загальну освіту, був вихованцем гуртка археології. Його досвід польових археологічних робіт — 27 років, з яких більше 20 років він брав участь в археологічних роботах безпосередньо у Меджибізькій фортеці. За час професійної діяльності два роки працював науковим та старшим науковим співробітником відділу реставраційних робіт та контролю за станом пам'яток Київського центру з охорони пам'яток історії археології та мистецтв.  
Роман Іванович Радченко був членом Хмельницької обласної ГО "Постійно діюча археологічна експедиція «Меджибiж 2000», співавтором десятка публікацій про археологічні дослідження на території фортеці та на теренах Меджибіжчини. В 2000, 2002, 2004, 2006, 2008, 2009, 2011, 2017 роках він був співавтором наукових археологічних звітів, які зберігаються в Інституті археології НАН України та науковому архіві Державного історико-культурного заповідника «Межибіж». Починаючи з 2015 року, розпочалося обстеження та виконання протиаварійних, а згодом реставраційних робіт в Палаці замку XVІ століття. Тоді виникла необхідність проведення архітектурно-археологічних досліджень.  

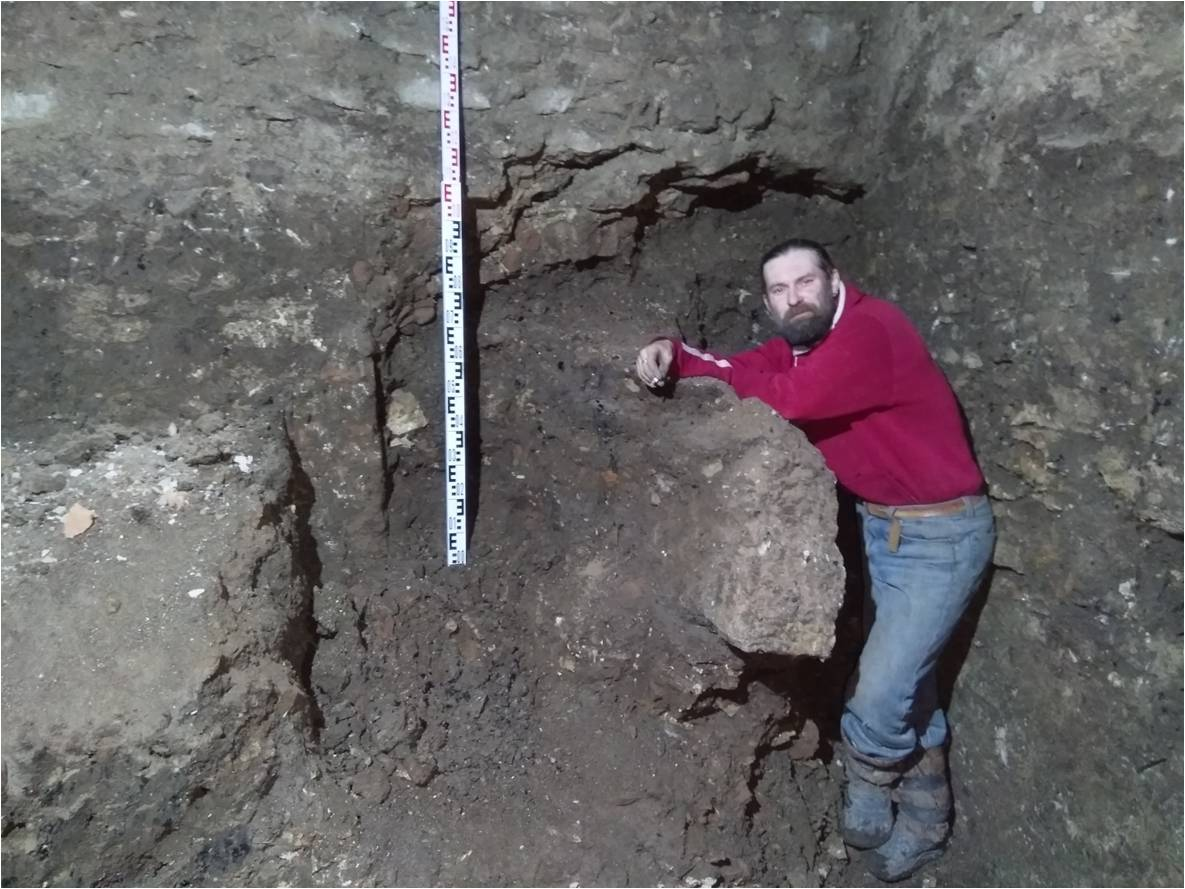
Розчистка під східною стіною палацу (2019 рік)

З 2016 року він безпосередньо бере участь в археологічних розкопках разом з Олегом Григоровичем Погорільцем, Віктором Сергійовичем Вєтровим, Олександром Васильовичем Надвірняком та Сергієм Михайловичем Стопенчуком. З 2017 року він постійно брав участь у рятівних археологічних дослідженнях на території смт. Меджибіж, які проводила археологічна експедиція заповідника, а з жовтня 2019 року до вересня 2020 року працював в ДІКЗ «Межибіж» на посаді молодшого наукового співробітника.

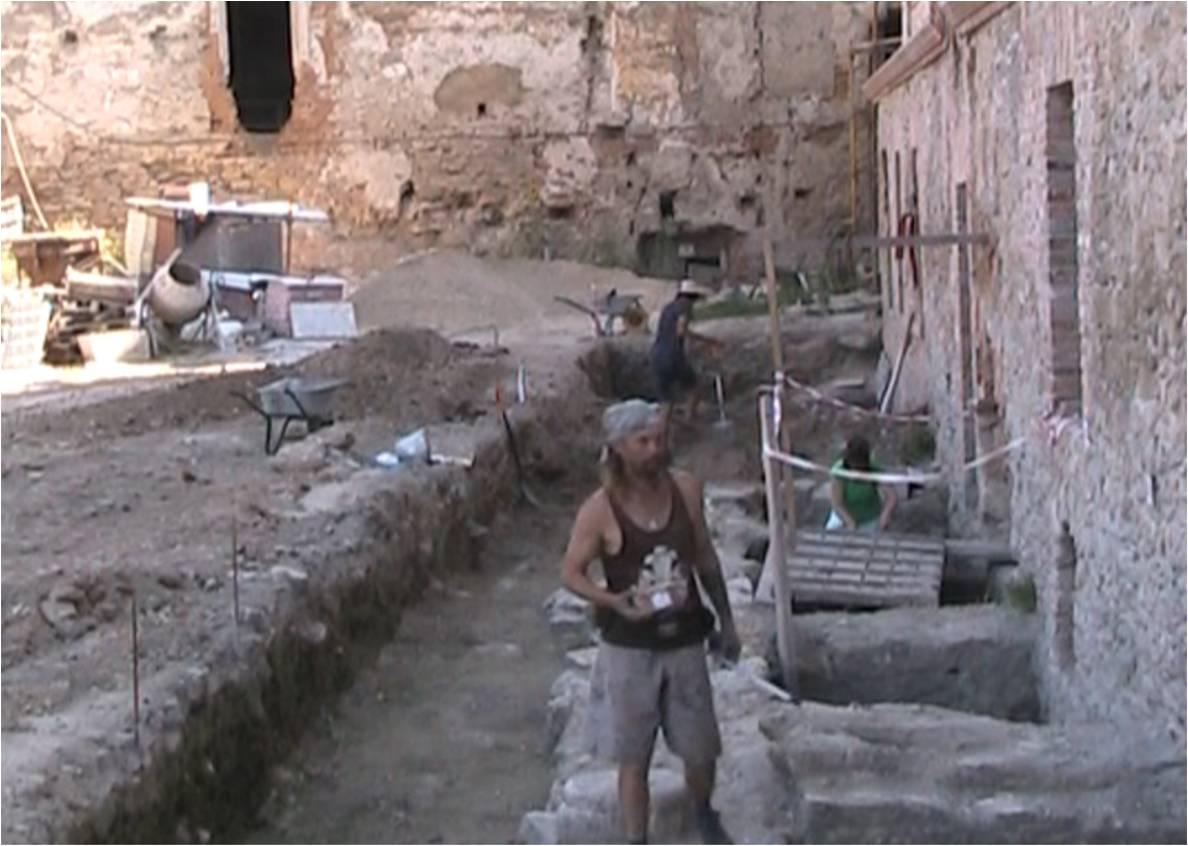
Розчистка галереї біля фасаду палацу (2020 рік)

Роман Іванович зробив неоцінений вклад в процес наукового вивчення та реставрації Меджибізького замку. Гарні організаторські здібності у нього поєднувалися з високою кваліфікацією і культурою проведення археологічних досліджень. Проведення розкопок — це лише частина виконаної роботи, бо крім фізичної праці, як фахівець він не одноразово проводив повний цикл робіт включно з плануванням розкопу, проведенням розчистки культурних горизонтів, кресленням об'єктів, камеральною обробкою артефактів, первинною реставрацією, складанням польових описів, підготовкою археологічного звіту та передачею матеріалів в фонди. Завдяки його наполегливій і відданій праці вдалося віднайти та опрацювати левову частку предметів археології, які поповнили фонди заповідника.

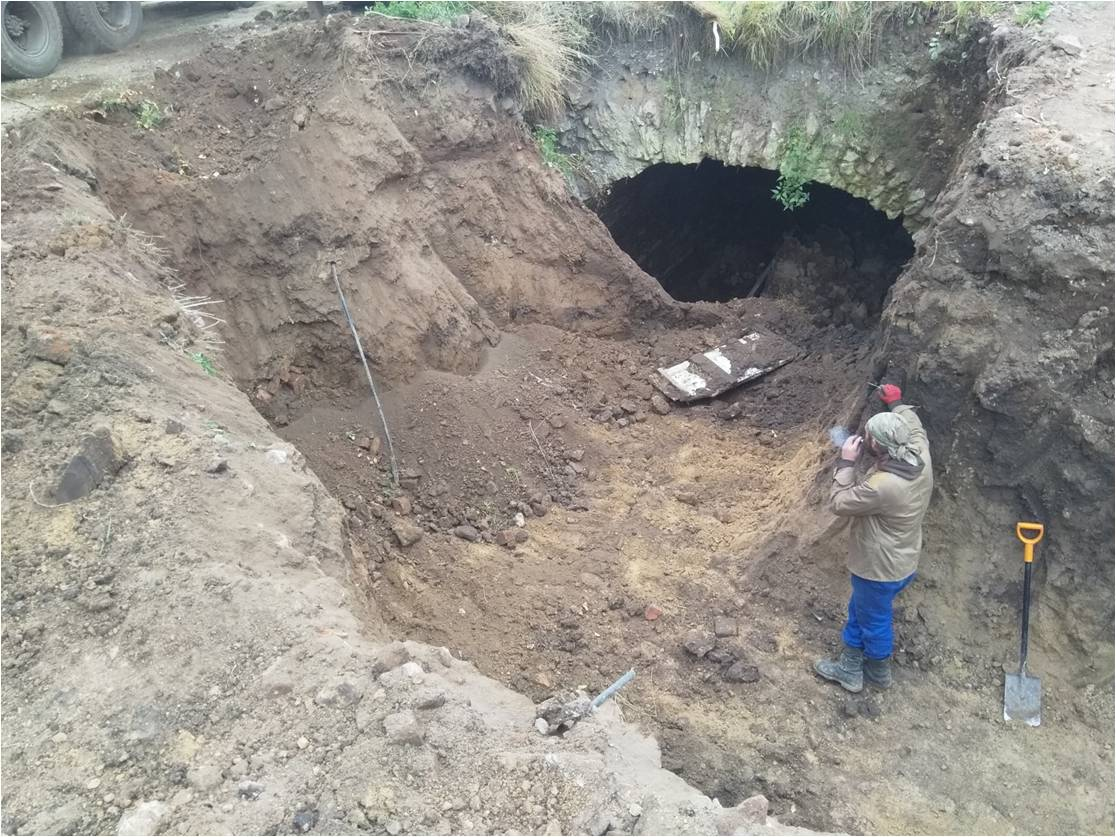
Розчистка льоху (2021 рік)

Високий професійний рівень Романа Івановича Радченка також поєднувався з чималими педагогічними здібностями. Під час проведення археологічних практик на базі Державного історико-культурного заповідника «Межибіж» він постійно знаходився поруч з студентами. Його поради молодим дослідникам були завжди обґрунтованими та професійними. Це було підґрунтям того високого авторитету, який він мав серед колег і учнівської молоді. 

Бібліографічний покажчик праць Романа Радченко
1. Погорілець О. Г., Вєтров В. С., Барановський А. В., Радченко Р. І. Підсумки археологічного сезону експедиції ДІКЗ «Межибіж» у 2019 р. / О. Погорілець та ін. Меджибізький замок. 2019. № 3-4. С. 10-11.
2. Вєтров В., Погорілець О., Стопенчук С., Барановський А., Радченко Р. Археологічні дослідження Південного муру. / О. Погорілець та ін. Меджибізька фортеця. Археологічні, історико-архітектурні дослідження та реставрація. 2018—2020 роки. : Зб. Ст. / Впоряд. І. Западенко. Житомир: ТОВ «Бук-Друк», 2021. С. 44-71.
3. Толкачов Ю. І., Моця Б. О., Радченко Р. І., Степанчук С. М., Демідко С. Ю. Архітектурно-археологічні дослідження в Меджибожі 1999—2000 рр. / Ю. Толкачов та ін. Археологічні відкриття в Україні, 1999—2000 рр. : Зб. наук. праць / За ред. Н. О. Гаврилюк. Київ: Інститут археології НАН України, 2001. С. 58-60.
4. Толкачов Ю. І., Моця Б. О., Радченко Р. І., Чакір C.B., Пінчак М. В. Археологічні дослідження в Меджибожі 2000—2002 pp. / Ю. Толкачов та ін. Археологічні відкриття в Україні, 2001—2002 рр. : Зб. наук. праць / За ред. Н. О. Гаврилюк. Вип.5. Київ: Інститут археології НАН України, 2003. С. 276—278.
5. Толкачов Ю. І., Радченко Р. І. Археологічний матеріал з розкопок на території Меджибізької фортеці. / Ю. Толкачов, Р. Радченко. Науковий вісник «Межибіж»: Матеріали Другої науково-краєзнавчої конференції «Стародавній Меджибіж в історико-культурній спадщині України». / Під ред. О. Г. Погорільця. Ч.2. Меджибіж; Хмельницький: ПП Мельник А. А., 2009. С. 8-12.
6. Толкачов Ю. І., Радченко Р. І. Меджибіжчина з найдавніших часів до епохи литовсько-польського панування / Ю. Толкачов, Р. Радченко. Науковий вісник «Межибіж»: Матеріали Третьої науково-краєзнавчої конференції «Стародавній Меджибіж в історико-культурній спадщині України». / Під ред. О. Г. Погорільця. Ч.1. Меджибіж; Хмельницький: ПП Мельник А. А., 2010. С. 59-69.
7. Толкачов Ю. І., Радченко Р. І. Меджибіжчина з найдавніших часів до епохи литовсько-польського панування / Ю. Толкачов, Р. Радченко. Науковий вісник «Межибіж»: Матеріали Четвертої науково-краєзнавчої конференції «Стародавній Меджибіж в історико-культурній спадщині України». / Під ред. О. Г. Погорільця. Ч.1. Меджибіж; Хмельницький: ПП Мельник А. А., 2011. С. 101—111.
8. Толкачов Ю. І., Радченко Р. І. Археологічний матеріал з розкопок Меджибізького замку у 2013 році / Ю. Толкачов, Р. Радченко. Науковий вісник «Межибіж»: Матеріали Тренадцятої науково-краєзнавчої конференції «Стародавній Меджибіж в історико-культурній спадщині України: містечка Правобережної України — історія, проблеми, перспективи розвитку». / Під ред. А. Г. Філінюка, О. Г. Погорільця. Ч.2. Меджибіж; Хмельницький: ПП Мельник А. А., 2015. С. 72-94.
Звіти про археологічні дослідженнях
1. Толкачов Ю. І., Демидко С. Ю., Стопенчук С. М., Радченко Р. І., Погорілець О. Г. Науковий звіт про археологічні дослідження фортеці в смт. Меджибіж Летичівського району Хмельницької області у 2000 році. Київ: НА ІА НАНУ, 2000.
2. Толкачов Ю. І., Погорілець О. Г., Крамарова С. О., Радченко Р. І. Науковий звіт про археологічні дослідження на території Меджибізької фортеці в смт. Меджибіж Летичівського району Хмельницької області у 2009 році. Київ: НА ІА НАНУ, 2010.
3. Толкачов Ю. І., Погорілець О. Г., Крамарева С. О., Радченко Р. І. Науковий звіт про археологічні дослідження на території Меджибізької фортеці в смт Меджибіж Летичівського району Хмельницької області у 2011 році. Київ.: НА ІА НАНУ, 2011.
4. Толкачов Ю. І., Погорілець О. Г., Радченко Р. І. Науковий звіт про археологічні дослідження на території Меджибізької фортеці в смт. Меджибіж Летичівського району Хмельницької області у 2012 році. Київ.: НА ІА НАНУ, 2012.
5. Толкачов Ю. І., Погорілець О. Г., Радченко Р. І. Науковий звіт про археологічні дослідження на території Меджибізької фортеці в смт. Меджибіж Летичівського району Хмельницької області у 2013 році. Київ.: НА ІА НАНУ, 2013.
6. Толкачов Ю., Погорілець О., Крамарова С., Радченко Р. Науковий звіт про археологічні дослідження на території Меджибізької фортеці в смт Меджибіж Летичівського району Хмельницької області 2015 р. Київ: НА ІА.НАНУ, 2015.
7. Погорілець О.Г., Вєтров В.С., Радченко Р.І., Стопенчук С.М., Вєтрова Т.М., Снітко І.А., Поляченко Є.Б., Барановський А.В. Науковий звіт про археологічні дослідження на території смт. Меджибож Летичівського району Хмельницької області у 2017 році. – Київ, 2022. – 108 с.
8. Погорілець О.Г., Вєтров В.С., Радченко Р.І., Стопенчук С.М., Горобець Л.В., Вєтрова Т.М., Барановський А.В.Науковий звіт про археологічні дослідження на території ДІКЗ «Межибіж» та смт. Меджибож Летичівського району Хмельницької області у 2018 р. – Київ, 2022. – 192 с.
9. Вєтров В.С., Погорілець О.Г., Радченко Р.І., Стопенчук С.М., Барановський А.В., Горобець Л.В., Вейбер А.В. Науковий звіт про археологічні дослідження на території ДІКЗ «Межибіж» та смт. Меджибож Летичівського району Хмельницької області у 2019 р. – Київ, 2022. - 111 с.
10. В.С. Вєтров, О.Г. Погорілець, Р.І. Радченко, А.В. Барановський Науковий звіт про археологічні дослідження на території ДІКЗ «Межибіж» та смт. Меджибіж Летичівського району Хмельницької області у 2021 році. – Киїів, 2023. – 95 с.